# Glenn Strömberg
Glenn Strömberg   (Göteborg, 5 de gener de 1960) és un exfutbolista suec de la dècada de 1980.
Fou 52 cops internacional amb la selecció sueca amb la qual participà en la Copa del Món de Futbol de 1970.
Pel que fa a clubs, defensà els colors d'IFK Göteborg, SL Benfica i Atalanta BC.